# Micrurus alleni
Micrusus alleni llamada serpiente de coral de Allen o coral cabeza de flecha es una serpiente venenosa de la familia Elapidae, de reproducción ovípara.
Esta serpiente coralina se encuentra en bosques húmedos y húmedos de tierras bajas y bosques húmedos y húmedos premontanos (Savage 2002). Desde el nivel del mar hasta los 1620 metros de altura en Costa Rica, Honduras, Nicaragua y Panamá. Se alimenta principalmente de anguilas de agua dulce (Synbranchus marmoratus), cecilias, serpientes y algunas lagartijas.

## Distribución
M. alleni: Se distribuye al este de Nicaragua Sur a lo largo del drenaje del Atlántico a Norte de Panamá; Localidad tipo: Río Mico, siete millas por encima de Rama, Distrito de Siquedad, Nicaragua.
M. richardi: Costa Rica; Localidad tipo: Los Diamantes, 2 km al sur de Guapiles, Costa Rica.
M. yatesi: Pacífico meridional de Costa Rica y adyacente Norte de Panamá; Localidad tipo: Farm Dos, Chiriqui Land Co., cerca de Puerto Armuelles, Chiriquí, Panamá.

## Taxonomía
Un aliado de Micrurus n. nigrocinctus y M. n. divaricatus, con un número mucho mayor de ventrales en ambos sexos, bandas amarillas muy anchas y una proyección hacia atrás de la marca negra de la cabeza.

### Subspecies
Janis A. Roze no enumera ninguna subespecie e incluye richardi y yatesi en M. alleni.

## Etimología
Nombrada en honor a Morrow J. Allen, quien recolectó el holotipo, así como muchos otros especímenes herpetológicos en el este de Nicaragua. El nombre richardi fue dedicado a Richard C. Taylor, hermano de Edward Taylor, quien ayudó a recolectar especímenes en Costa Rica. El nombre yatesi está dedicado a Thomas Yates, quien obtuvo y envió especímenes desde Panamá a la Academia de Ciencias Naturales de Filadelfia.